# José Ignacio Cáceres
José Ignacio Cáceres (Santiago del Estero, 18 de junio de 1879-desconocido) fue un político y abogado argentino, que ejerció como Gobernador de Santiago del Estero entre 1940 y 1943. Perteneció a la Unión Cívica Radical.

## Biografía
Su hermano era el político radical, quien también había alcanzado la gobernación, Manuel Cáceres. Realizó sus estudios secundarios en el Colegio Nacional de Santiago del Estero y posteriormente se recibió de Abogado en la Universidad de Buenos Aires.
Se desempeñaba como juez federal en Santiago del Estero hasta el momento de su elección como gobernador. Su llegada al poder se dio con el apoyo del presidente Roberto Marcelino Ortiz, quien mantenía disputas con el dirigente provincial Juan Bautista Castro, habiendo buscado apoyar a Cáceres por ser de la simpatía de Castro.